# Fenwick Iribarren
Fenwick Iribarren es un estudio de arquitectura español con sede en Alcobendas, Madrid.

## Historia
Fue fundado en 1990 por los arquitectos Mark Fenwick y Javier Iribarren
El estudio diseñó la torre Caleido y, durante los últimos años, ha trabajado en la construcción de varios estadios de fútbol.

## Principales proyectos
- Torre Caleido, situada en Madrid junto a las 4 torres de Castellana, inaugurada en octubre de 2021.[5][6]
- Estadio 974, localizado en Doha, Catar, ha sido el primer estadio desmontable del mundo realizado con contenedores de transporte.[7]
- Estadio Al Thumama, estadio de 40.000 espectadores, inaugurado 2021, ha formado parte de los estadios de la Copa Mundial de Fútbol de 2022.[8]
- Estadio Qatar Foundation, se trata de un estadio de fútbol con sistema de refrigeración diseñado para la Copa Mundial de Fútbol de 2022.[9]